# Knapptjärnen (Söderbärke socken, Dalarna)
Knapptjärnen är en sjö i Smedjebackens kommun i Dalarna och ingår i Norrströms huvudavrinningsområde. Sjön har en area på 0,134 kvadratkilometer och ligger 168,1 meter över havet.

## Delavrinningsområde
Knapptjärnen ingår i det delavrinningsområde (667450-149580) som SMHI kallar för Utloppet av Nässaren. Medelhöjden är 200 meter över havet och ytan är 21,64 kvadratkilometer. Det finns inga avrinningsområden uppströms utan avrinningsområdet är högsta punkten. Larsboån som avvattnar avrinningsområdet har biflödesordning 4, vilket innebär att vattnet flödar genom totalt 4 vattendrag innan det når havet efter 249 kilometer. Avrinningsområdet består mestadels av skog (82 procent). Avrinningsområdet har 2,6 kvadratkilometer vattenytor vilket ger det en sjöprocent på 6,8 procent.